# Asian Squash Federation
Die Asian Squash Federation (ASF) ist der asiatische Dachverband der Sportart Squash.

## Geschichte
Die ASF wurde am 29. November 1980 auf Betreiben Pakistans in Karatschi gegründet. Neben Pakistan gehörten Bahrain, Bangladesch, Malaysia, die Philippinen, Singapur und Thailand zu den Gründungsnationen. Heute umfasst der Verband insgesamt 27 Mitglieder. Der Verband ist dem Weltverband angeschlossen und hat heute seinen Sitz in Kuala Lumpur. Amtierender Präsident ist David Y. Y. Mui aus Hongkong.
Der Asiatische Squashverband ist Veranstalter sämtlicher kontinentalen Squashwettbewerbe Asiens. Dazu zählen unter anderem die Asienmeisterschaften in den Einzel- und Mannschaftsdisziplinen, sowohl im Aktiven-, Junioren- als auch im Seniorenbereich.

## Bisherige Präsidenten
- 1980–1985: M. Anwar Shamim (Pakistan)
- 1985–1997: Edward Jacob (Singapur)
- 1997–2001: Mokhzani Mahathir (Malaysia)
- 2001–2009: Narayana Ramachandran (Indien)
- 2009–2013: A. Sani Karim (Malaysia)
- seit 2013: David Y. Y. Mui (Hongkong)